# Énergie nucléaire en Lituanie
L'énergie nucléaire en Lituanie n'est plus exploitée, le pays n'ayant plus de réacteur nucléaire en fonctionnement. Par le passé, elle exploitait deux réacteurs RBMK à la centrale nucléaire d'Ignalina, qui ont été arrêtés en 2004 et 2009.

## Histoire
En Lituanie, en 1978, le chantier de construction de deux réacteurs RBMK débute. Ces deux réacteurs ont une puissance électrique nette de 1 380 MWe, et une durée de vie estimée de 30 ans. Ces réacteurs étaient de conception similaire à ceux de Tchernobyl (eau légère et modérés au graphite). La centrale est entrée en phase de production en 1983. Le premier réacteur a été arrêté en 2004 et le second en 2009. Initialement, la Lituanie prévoyait surtout d'exporter de l'électricité vers ses voisins (en 1989 par exemple, 42% de l'électricité produite était exportée). Cette part a diminué au cours des années 1990, à mesure que la demande intérieure augmentait.
En 1994, la Lituanie a accepté 36,8 millions de dollars du compte de sécurité nucléaire de la Banque européenne pour la reconstruction et le développement afin d'améliorer la sécurité du site d'Ignalina. Dans le cadre de la subvention, les deux réacteurs devaient être fermés dans les 15 à 20 ans. De plus, pour rejoindre l'Union Européenne, la Lituanie a dû arrêter un premier réacteur dès son entrée dans l'Union Européenne en 2004, et le second en 2009. En contrepartie, l'UE a accepté de payer les coûts de démantèlement et une compensation jusqu'en 2013. Ces décisions se sont heurtées à une forte opposition publique, en raison de la crainte d'une hausse des prix de l'électricité.
En 2006, des entreprises lituaniennes, lettones et estoniennes ont réalisé une étude de faisabilité pour la construction d'une nouvelle centrale nucléaire en Lituanie, afin de remplacer la centrale nucléaire existante d'Ignalina, dont le dernier réacteur devait être arrêté trois ans plus tard. L'étude concluait que le projet de centrale nucléaire est viable.
L'Agence de gestion des déchets radioactifs, créée en 2001, est responsable du traitement de tous les déchets radioactifs d'Ignalina pendant ses phases d'exploitation et de démantèlement. Un site à proximité de l'usine doit stocker des déchets nucléaires de faible et moyenne activité. Selon l'Association nucléaire mondiale, le gouvernement lituanien prévoyait de construire un dépôt permanent de stockage de ses déchets, qui devrait être achevé en 2015. Ce dépôt est finalement achevé en 2022.
Le 14 octobre 2012, un référendum consultatif sur la construction d'une nouvelle centrale nucléaire s'est tenu en Lituanie. 62,7% des votants lituaniens se sont opposés au projet, et 34,1% ont voté en sa faveur. En 2016, l'homme à l'origine de la proposition de construction de la centrale nucléaire de Visaginas, l'ancien ministre de l'Énergie Arvydas Sekmokas, a déclaré que le projet était définitivement abandonné.